# Perpètua de Gaià
Perpètua de Gaià és una figura llegendària, originada segurament per explicar l'advocació de l'Església de Santa Perpètua de Gaià i donant lloc a una duplicació de personalitat hagiogràfica. En aquest cas, però, es tracta d'una llegenda totalment fantasiosa, sense cap fonament històric i amb trets típics del folklore. Segons Joan Amades, la santa era venerada el 12 de setembre, però no figura en cap santoral ni martirologi.

## Llegenda
Perpètua va néixer al castell de Gaià, que en prengué el nom, i era filla del senyor del castell. De gran bellesa, va atreure molts pretendents, però ella es volia consagrar a la vida religiosa i els refusà. Un d'ells, molt ric i arribat d'un país llunyà, quedà fascinat per la seva virtut i, malgrat el refús, es quedà a viure prop d'ella, per imitar-la en la seva vida cristiana.
Quan Perpètua quedà òrfena va repartir el seu patrimoni entre els pobres. El cavaller va fer el mateix i donà la seva fortuna als necessitats. El cavaller tornà a la seva terra per vendre les seves terres i, en tornar, trobà que Perpètua havia ingressat al monestir de Vallbona de les Monges. Quan el cavaller va donar en caritat tot el que tenia se li va aparèixer el diable i li va prometre que li donaria tot l'or que volgués si passats set anys li lliurava la seva ànima. El cavaller va pactar amb el diable, ja que preferia tenir quelcom per repartir entre els desfavorits i ajudar-los.
Quan estava a punt d'acabar-se el termini donat pel dimoni, el cavaller va anar a veure Perpètua al monestir de Vallbona i li explicà el cas. Ella se'n va compadir i l'acompanyà, i quan el diable arribà per endur-se l'ànima del cavaller ella li mostrà la creu i el diable marxà esporugit i amb les mans buides.
El cavaller es feu monjo al monestir de Poblet i la monja visqué a Vallbona i morí en llaor de santedat, essent-hi venerada a la seva mort. El castell prengué llavors el nom actual.